# Minimana montana
Minimana montana är en insektsart som beskrevs av Freytag 1987. Minimana montana ingår i släktet Minimana och familjen dvärgstritar. Inga underarter finns listade i Catalogue of Life.